# Berk Atan
Berk Atan (* 26. September 1991 in Izmir) ist ein türkischer Schauspieler und Model.

## Leben und Karriere
Atan wurde am 26. September 1991 in Izmir geboren. Väterlicherseits ist seine Familie bosniakischer Abstammung. Er studierte an der Beykent Üniversitesi. Atan nahm 2011 an Best Model of Turkey teil. 2012 wurde er bei Best Model of Turkey erster. Sein Debüt gab er 2013 in der Fernsehserie Her Şey Yolunda. Seinen Durchbruch hatte er in Güneşin Kızları. Zwischen 2017 und 2018 spielte er in Cennet'in Gözyaşları die Hauptrolle. Seit 2020 spielt Atan in der Serie Gönül Dağı die Hauptrolle.

## Filmografie
Filme
- 2017: Tahin pekmez

Serien
- 2013: Altındağlı
- 2013: Her Şey Yolunda
- 2015–2016: Güneşin Kızları
- 2017: Dayan Yüreğim
- 2017–2018: Cennet'in Gözyaşları
- seit 2020: Gönül Dağı